# Нестеров Володимир Євгенович
Володимир Євгенович Нестеров (1 липня 1949, Череповець — 28 грудня 2022) — радянський та російський конструктор. Генеральний директор Державного космічного науково-виробничого центру ім. М. В. Хрунічева (2005—2012), кандидат технічних наук, полковник. Лауреат Державної премії Російської Федерації (1997) та Премії Уряду Російської Федерації в галузі науки та техніки (2007).

## Біографія
Із 1953 року жив у Москві. Після закінчення в 1972 році МАІ ім. С. Орджонікідзе (факультет «Двигуни літальних апаратів») служив у Збройних силах СРСР - інженером із експлуатації обчислювальної техніки, що забезпечує управління космічними апаратами, молодшим військовим представником у КБ «Хіммаш». У 1978 році закінчив Військову академію ім. Ф. Е. Дзержинського. Служив офіцером, старшим офіцером у Центральному (Головному) управлінні космічних засобів; займався багаторазовою космічною системою «Енергія-Буран» (провідний по блокам «А» першого ступеня ракети-носія «Енергія», потім відповідав за ракету-носій в цілому); із 1988 року — заступник начальника відділу, із 1990 року — начальник відділу, заступник начальника управління.
У жовтні 1992 року відряджений в Російське космічне агентство на посаду заступника начальника управління засобів виведення, наземної космічної інфраструктури та коопераційних зв'язків; із 2000 року — начальник цього управління. Створював систему цивільної експлуатації космодрому «Байконур».
Брав участь у створенні п'яти космічних ракетних комплексів — «Зеніт», «Буран», «Союз-2», «Протон-М» і «Наземний старт», комплексів розгінних блоків «Бриз-М» і «Фрегат»; учасник понад 500 запусків ракет-носіїв космічного призначення різних типів. Керував запусками як голова державних комісій КРК «Дніпро», «Циклон», «Союз», «Зеніт», «Протон».
Із 25 листопада 2005 року — генеральний директор Державного космічного науково-виробничого центру ім. М. В. Хрунічева.
Із 2009 року — генеральний конструктор засобів виведення космічних апаратів на орбіту та їх міжорбітального транспортування.
15 серпня 2012 року подав заяву про відставку з поста генерального директора. Перейшов на посаду першого заступника гендиректора, куруючи виробництво ракети-носія «Ангара».
30 грудня 2014 року закінчив роботу над «Ангарой» і звільнився з ДКНВЦ ім. М. В. Хрунічева.
Перебував під слідством у справі про розкрадання 368 млн рублів в НВЦ ім. Хрунічева (звинувачення в розтраті грошових коштів підприємства в особливо великому розмірі, ч. 4 ст. 160 КК РФ і підробці офіційних документів, ч. 2 ст. 327 КК РФ).
Дійсний член Міжнародної академії астронавтики, Академії космонавтики ім. К. Е. Ціолковського та Російської інженерної академії.

## Нагороди
- Орден «За заслуги перед Вітчизною» IV ступеня (2009)[7]
- Медаль ордена «За заслуги перед Вітчизною» II ступеня
- Орден Червоної Зірки — за створення та успішні випробування в 1987—1988 рр. багаторазової космічної системи «Енергія-Буран»
- Орден Пошани — за участь у створенні космічного ракетного комплексу «Союз-2»
- Орден «За заслуги» III ступеня — за значний особистий внесок у розвиток науково-технічного співробітництва між Україною та Російською Федерацією, реалізацію спільних проєктів у галузі ракетно-космічної техніки (2006)[8]
- Орден преподобного Сергія Радонезького III ступеня Російської Православної церкви
- Державна премія Російської Федерації (1997) — за створення потужного маршового киснево-водневого рідинного ракетного двигуна РД-0120 і впровадження високоефективних кріогенних технологій для розробки двигунів нового покоління та забезпечення міжнародного співробітництва
- Премія Уряду Російської Федерації в галузі науки й техніки (2007) — за участь у створенні космічного ракетного комплексу «Протон-М»
- Почесна грамота Уряду Російської Федерації (2009) — за великий особистий внесок у створення нової спеціальної техніки та зміцнення обороноздатності країни[9]
- 22 відомчі нагороди Російського космічного агентства, Російського авіаційно-космічного агентства, Федерального космічного агентства
- два ордени та 39 медалей Федерації космонавтики.

## Сім'я
Одружений, має сина і дочку.